# Carmzow-Wallmow
Carmzow-Wallmow là một đô thị ở huyện Uckermark, bang Brandenburg, Đức. Đô thị này có diện tích 31,86 km², dân số thời điểm 31 tháng 12 năm 2006 là 713 người.